# As Meninas (romance)
As Meninas é um romance de Lygia Fagundes Telles, escrito em 1973 e premiado com o Prêmio Jabuti, em 1974.
Apresenta técnica literária diferenciada: a autora utiliza diversos focos narrativos para contar a história das 3 personagens principais, as amigas Lorena, Lia e Ana Clara. A narração se dá ora em primeira pessoa, trazendo diretamente os pensamentos de uma delas; ora em terceira pessoa, com seus sentimentos, conflitos e impressões em discurso indireto livre. O fluxo de consciência é uma constante nas obras da autora brasileira.
A opção de Lygia não é casual: detalhando os universos das três amigas, o leitor pode vislumbrar os conflitos da juventude brasileira durante a Ditadura Militar.  Lia, sendo a mais engajada politicamente de todas, participa de greves na faculdade durante esse período ditatorial juntamente com o namorado Miguel e a sua turma de amigos tentando convencer, inclusive, a freira do Internato a mudar seus pensamentos sobre acontecimentos tenebrosos, como tortura e mortes. Tendo a menina essa consciência de que viviam em perigo, utilizava o codinome Rosa - algo muito comum nessa época: 
No “aparelho”, Lia é chamada de Rosa e evidencia isso, pois era fundamental para sua segurança que ninguém soubesse seu verdadeiro nome e vida. Dessa forma, enquanto instrui um rapaz na sala, ela diz: “não estamos brincando, eu queria que você entendesse bem isto. Aqui eu sou Rosa e você é Pedro. Fim."
 

É importante dizer que a história tem como protagonismo as mulheres, personagens marcantes que encantam o leitor porque apresentam um lado fictício e humano ao mesmo tempo: 
"O que nos atrai no livro é isso: as meninas são reais, são humanas, estão vivíssimas e são ora como nós, ora diferentes de nós. É como se conseguíssemos dialogar com elas, entrar eu sua cabeça e também sermos repelidas por seus discursos. Aqui, cada personagem tem seu próprio léxico, lida com certos objetos, expõe os pensamentos, performa vícios de linguagem, possui um vocabulário próprio de gestos."
Também há uma importância do livro com relação às questões humanas dentro do período ditatorial: 
"Contudo, no restante do livro, é de maneira sutil que Lygia coloca dentro da obra outras questões importantes do período da ditadura, mostrando através dos problemas pessoais das personagens as relações conturbadas acerca da liberdade de expressão, emancipação da mulher, a realização pessoal e social das pessoas em meio a um cenário político repressor. [...] Tudo isso faz com que essa obra seja considerada uma das mais queridas dessa autora, justamente pela coragem de se falar de um tema polêmico em meio à repressão, como também, por ser uma exímia representação do olhar feminino acerca do mundo."
O romance não foi censurado na época porque passou despercebido aos olhos da censura as questões metafóricas e o próprio título juntamente com a capa que trazem delicadeza, intertextualidade e suavidade das palavras utilizadas por Lygia.

## Sinopse
Lia, Ana e Lorena são as personagens principais do romance. Embora muito diferentes, elas compartilham experiências e se apoiam mutuamente. Moram juntas em um pensionato de freiras. Suas conversas e pensamentos reproduzem os costumes e assuntos da década de 1970: radicalização política; liberação sexual da mulher; experiências com alucinógenos; e preferências musicais.
Lia de Melo Schultz é estudante de ciências sociais, porém, tranca a faculdade devido às faltas. Sua mãe é baiana e seu pai, alemão, um ex-nazista. Prefere ler Karl Marx e assuntos revolucionários. As amigas a chamam de Lião. Ela e Miguel, seu namorado - líder estudantil preso pelo regime ditatorial, devem encontrarse no final do romance, quando ele vai ser liberado, e vão ser reunidos na Argélia.
Ana Clara Conceição estudou psicologia, mas não concluiu o curso. Usuária de drogas, ela tem um namorado que é traficante. Ela sofreu maus tratos no passado, quando vivia com a mãe em canteiros de obras. O seu apelido é Ana Turva. Sonha com um noivo rico e conservador que lhe proporcionará uma vida "normal".
Lorena Vaz Leme, estudante de Direito, pertence a uma família rica de fazendeiros. Romântica, adora poesia. Permanece virgem, guardando-se para um médico mais velho e casado, de quem espera em vão um telefonema. Gosta de ordem e de limpeza. A mãe dela é depressiva e não aceita a velhice.

### Traduções e publicações em outros países
As Meninas teve duas publicações em Portugal, no idioma original, pelas editoras Livros do Brasil (década de 1970) e Editorial Presença (2005), e foi traduzido e publicado nos países abaixo (na Eslováquia, sua publicação está prevista para 2024).  
| Ano  | País           | Língua           | Título                     | Tradutor(es)                | Editora                                    |
| ---- | -------------- | ---------------- | -------------------------- | --------------------------- | ------------------------------------------ |
| 1978 | Argentina      | Língua espanhola | Las meninas                | Estela dos Santos           | Buenos Aires: Editorial Sudamericana       |
| 1982 | Estados Unidos | Língua inglesa   | The girl in the photograph | Margaret A. Neves           | Nova Iorque: Avon Books                    |
| 1984 | Alemanha       | Língua alemã     | Madchen Am Blauen Fenster  | Gudrun Hohl                 | Berlim: Verlag Volk und Welt               |
| 1998 | Holanda        | Língua holandesa | De meisjes                 | Kitty Pouwels               | Amsterdã: Singel Uitgeverijen              |
| 2005 | França         | Língua francesa  | Les pensionnaires          | Maryvonne Lapouge-Petorelli | Paris: Stock                               |
| 2006 | Itália         | Língua italiana  | Ragazze                    | Federico Bertolazzi         | Roma: Cavallo di Ferro                     |
| 2012 | Estados Unidos | Língua inglesa   | The girl in the photograph | Margaret A. Neves           | Funks Grove/Illinois: Dalkey Archive Press |
| 2017 | Sérvia         | Língua sérvia    | Devojke iz Sao Paula       | Ana Kuzmanović              | Belgrado: Štrik                            |
| 2022 | Japão          | Língua Japonesa  | 三人の女たち               | Yoshiko Egushi              | Tóquio: Suiseisha                          |
| 2024 | Eslováquia     | Eslovaco         | Dievčatá                   | Silvia Slaničková           | Bratislava: Portugalský inštitút           |

## Prêmios
- 1974 Prêmio Jabuti, categoria romance[7]
- 1974 Coelho Neto, da Academia Brasileira de Letras
- 1974 Ficção, da Associação Paulista de Críticos de Arte